# Soundbar
Een soundbar of sound bar is een geluidsysteem in balkvorm dat wordt gebruikt om geluid van televisies, computers of andere apparatuur te produceren en te verbeteren. Hij bestaat uit meerdere luidsprekers die surround sound leveren. Voor 'curved' televisies bestaan er gebogen soundbars.

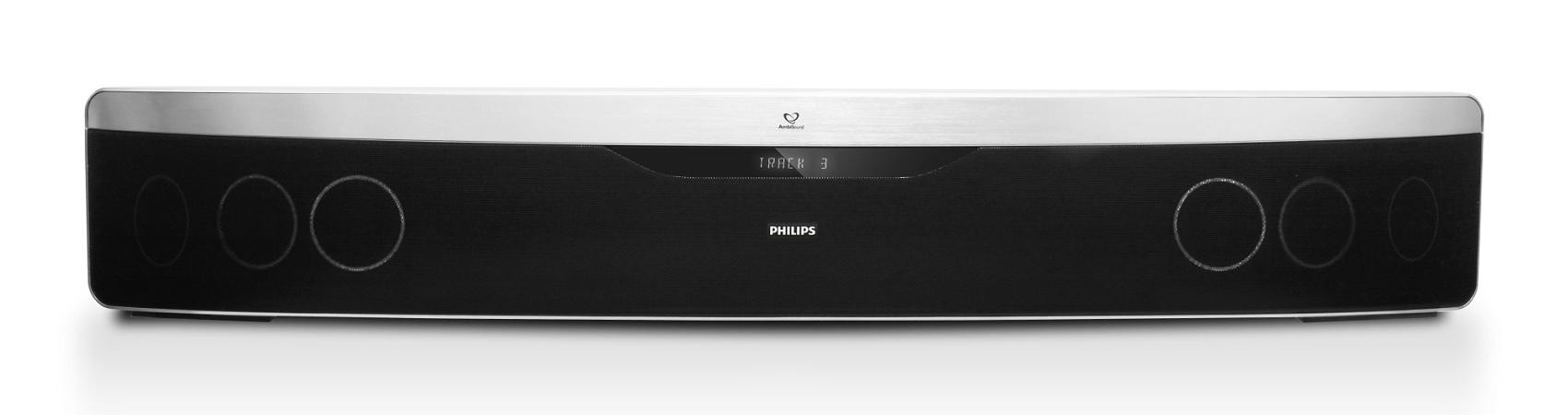
Voorbeeld van een soundbar van Philips.

## Geschiedenis
Oudere televisies beschikten over een grotere behuizing, wat ruimte bood voor grotere luidsprekers, die de geluidskwaliteit ten goede kwamen. Door de jaren heen zijn de beeldschermen daarvoor te dun geworden. Een soundbar compenseert dit verschil.

## Techniek
Een soundbar wordt voor de televisie neergelegd of aan de muur gehangen onder de televisie. De meeste apparaten worden aangesloten op een HDMI-interface of een optische ingang. Bij sommige soundbars wordt een externe subwoofer meegeleverd. 
De meeste soundbars maken gebruik van de open standaard Ambiophonics. Er blijft echter wel ruimte voor producenten om hun eigen technologie te implementeren. De meest voorkomende geluidverbeteringssystemen zijn Virtual Surround Sound en Crystal Amplifier Plus.

## Voor- en nadelen
Een soundbar is goedkoper dan andere stereogeluidsystemen, zoals een homecinemaset. Door de kleinere omvang worden grotere ruimtes echter niet geheel gevuld met geluid, in tegenstelling tot een homecinemaset.

## Soundbase
Een soundbase lijkt op een soundbar. Deze wordt onder de tv geplaatst. Vanwege zijn grotere omvang produceert een soundbase over het algemeen ietwat voller geluid. Door de soundbar met een externe subwoofer te combineren wordt een vergelijkbaar geluid bereikt. 